# Culata (arma de fuego)

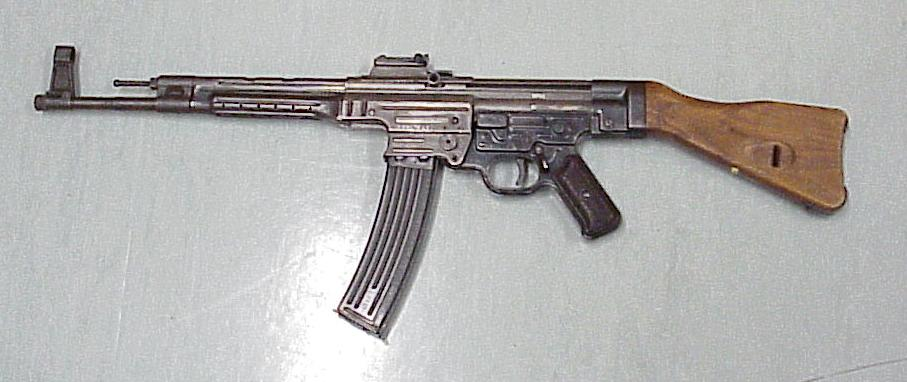
Fusil alemán Sturmgewehr 44, con culata de madera, que dio origen al ruso Ak-47.

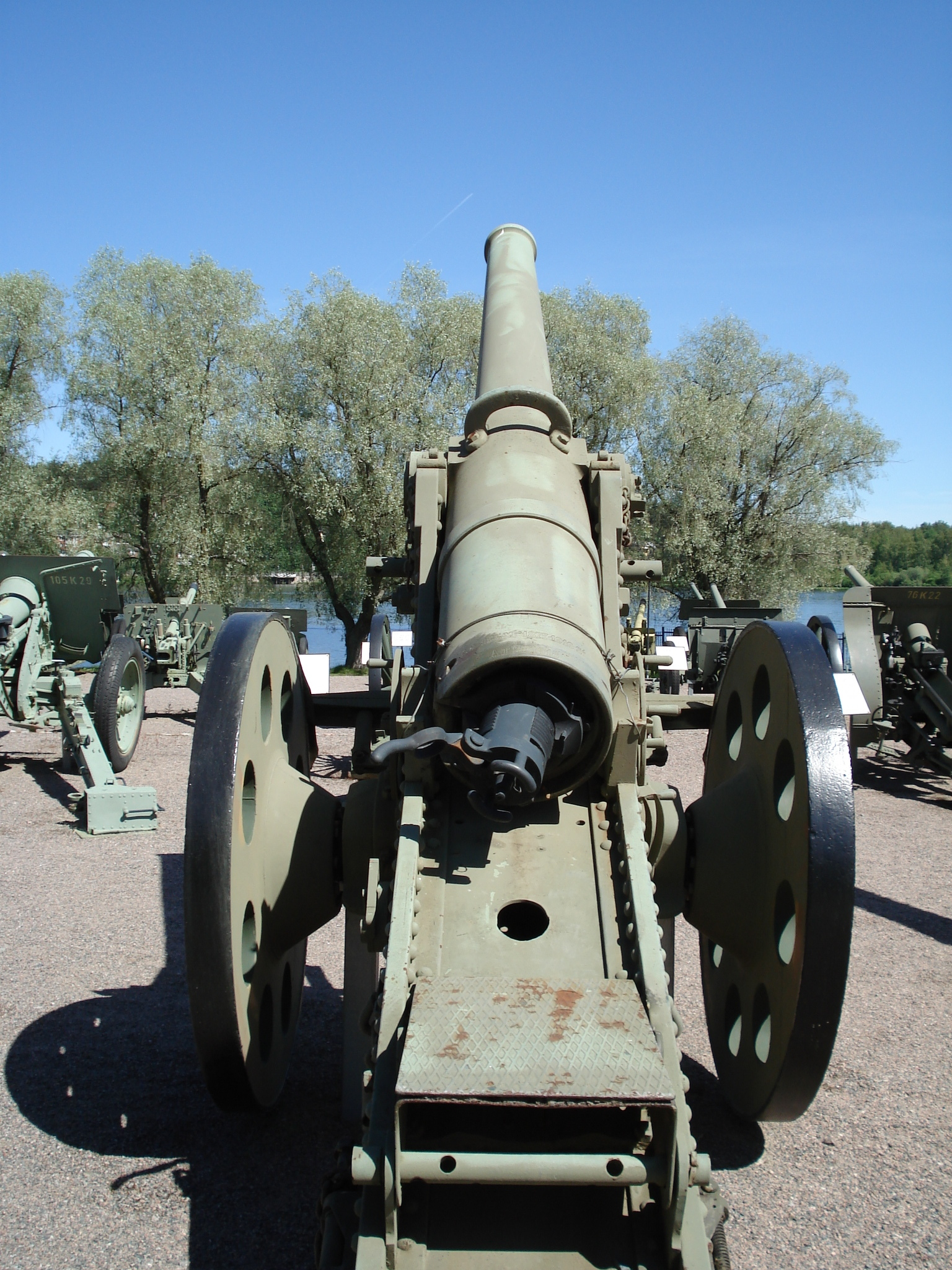
Culata de un cañón francés de 1877.

La culata es la parte posterior de un arma de fuego dentro de la cual se detona el explosivo contenido dentro del cartucho que impulsa al proyectil, normalmente con posibilidad de apertura para introducir este último en su interior.
En las pistolas, la culata es la empuñadura por la que esta se sujeta con una sola mano.
También se denomina así a la parte posterior de fusiles y escopetas que se apoya en el hombro del tirador para minimizar los efectos de la fuerza de retroceso al ser disparada el arma.
En los cañones, la culata suele tener una portilla por la que se introduce la munición.
- Datos: Q909380
- Multimedia: Stock (firearm) / Q909380